# Karschia gobiensis
Espèce
Karschia gobiensis est une espèce de solifuges de la famille des Karschiidae.

## Distribution
Cette espèce est endémique de Mongolie.

## Description
Le mâle holotype mesure 16,5 mm.

## Étymologie
Son nom d'espèce, composé de gobi et du suffixe latin -ensis, « qui vit dans, qui habite », lui a été donné en référence au lieu de sa découverte, le désert de Gobi.

## Publication originale
- Gromov, 2004 : Four new species of the genus Karschia Walter, 1889 (Arachnida: Solifugae: Karschiidae) from Central Asia. Arthropoda Selecta Special Issue, no 1, p. 83-92 (texte intégral).